# Ráztoky (přítok Chlebnického potoka)
Ráztoky je potok na dolní Oravě, ve východní části okresu Dolný Kubín. Jde o pravostranný přítok Chlebnického potoka, měří 4,1 km a je tokem V. řádu.

## Pramen
Potok pramení v Skorušinských vrších, v geomorfologickém podcelku Kopec, na jižním svahu Turínka (1 003,6 m n. m.) v nadmořské výšce cca 940 m n. m.

## Popis toku
Od pramene teče na západ, zprava přibírá dva krátké přítoky z jihozápadních svahů Turínka, vstupuje do Oravské vrchoviny, přičemž vytváří oblouk vypnutý na sever. Dále pokračuje opět západním směrem, zleva přibírá svůj nejdelší přítok (Klinkový potok) ze západního svahu Blata (1 138,1 m n. m.), více rozšiřuje své koryto, z levé strany přibírá přítok ze severozápadního svahu Hrbu (771 m n. m.) zvaný Oblazník a zprava přítok z jihozápadního svahu Kálaného (852,7 m n. m.). Nakonec protéká částí obce Chlebnice, kde se v nadmořské výšce přibližně 562 m n. m. vlévá do Chlebnického potoka.

## Jiné názvy
- Ráztoka
- Roztoky
- Rástoki